# Neosemidalis nervalis
Neosemidalis nervalis är en insektsart som beskrevs av Meinander 1972. Neosemidalis nervalis ingår i släktet Neosemidalis och familjen vaxsländor. Inga underarter finns listade i Catalogue of Life.